# Svalbard
Le isole Svalbard sono un'area non incorporata della Norvegia avente 2 940 abitanti, il cui centro amministrativo è Longyearbyen.
Il loro territorio è costituito da un arcipelago del Mar Glaciale Artico, posizionato tra i 74 e gli 81° di latitudine nord, e tra i 10 e i 34° di longitudine est, a metà strada tra la Groenlandia e la Russia. Rappresentano la parte più settentrionale della Norvegia e le terre abitate più a nord del pianeta Terra, coprendo
un'area di 62050 km² con le isole più grandi rappresentate da Spitsbergen (39 000 km²), Nordaustlandet (14 600 km²) ed Edgeøya (5 000 km²).
A differenza del restante territorio norvegese, le isole Svalbard non fanno parte dell'area Schengen, né dello Spazio economico europeo, né dell'Unione nordica dei passaporti.

## Geografia
La maggior parte delle Svalbard è coperta da ghiacci. Infatti il nome Svalbard significa "costa fredda". La presenza della corrente nord-atlantica modera il clima artico, mantenendo le acque circostanti aperte e navigabili per gran parte dell'anno. La principale attività economica è stata, al momento della colonizzazione dell'arcipelago, l'estrazione del carbone, a cui si aggiungevano la pesca e la caccia; oggigiorno è il turismo. La Norvegia dichiara una zona di pesca esclusiva di 200 miglia nautiche, che non è riconosciuta dalla Russia.
Per effetto della temperatura media annuale inferiore a zero gradi Celsius, il suolo è permanentemente gelato, e si sgela in piena estate solo per una modesta profondità, tale da permettere solamente la vegetazione estiva di un leggero manto erboso a bassa quota, nei luoghi soleggiati ed esposti ai venti meno freddi da ovest.
Le Svalbard sono anche il terreno di riproduzione dell'oca facciabianca e di altre varietà di uccelli: è presente la riserva naturale santuario degli uccelli del Kongsfjorden.

### Clima
Il clima delle isole Svalbard è polare all'interno, dove la lontananza dal mare e l'altitudine favoriscono un freddo più intenso, mentre sulla costa è simile alla tundra con minime d'inverno che toccano valori anche di −40 °C e massime estive che possono salire sino a 5-6 °C, essendoci la mitigazione di un ramo della corrente del Golfo che lambisce la costa ovest.

#### Effetti del riscaldamento globale
Il riscaldamento globale ha provocato notevoli cambiamenti climatici alle Svalbard. Tra il 1970 e il 2020, la temperatura media alle Svalbard è aumentata di 4 gradi Celsius e nei mesi invernali di 7 gradi. Il 25 luglio 2020 è stata misurata una nuova temperatura record di 21,7 gradi Celsius per l'arcipelago delle Svalbard, che è anche la temperatura più alta mai registrata nella parte europea dell'Artico. Nel luglio 2020, inoltre, sono state misurate temperature superiori a 20 gradi per quattro giorni consecutivi. Come in gran parte dell'Artico, anche alle Svalbard si può notare la pericolosa retroazione dell'albedo del ghiaccio: a causa del sostanziale scioglimento del ghiaccio, le superfici ghiacciate si trasformano in acque libere, la cui superficie più scura assorbe più energia solare invece di rifletterla indietro; di conseguenza, queste acque si riscaldano e ulteriore ghiaccio nella zona si scioglie sempre più velocemente, creando così più acque aperte. Entro la fine del secolo, è previsto un aumento della temperatura tra 7 e 10 gradi sullo Spitsbergen.

### Isole
Principali:
- Spitsbergen, 37673 km²
- Nordaustlandet, 14443 km²
- Edgeøya, 5074 km²
- Barentsøya, 1288 km²
- Kvitøya, 682 km²
- Prins Karls Forland, 615 km²
- Kongsøya, 191 km²
- Isola degli Orsi, Bjørnøya, 178 km²
- Svenskøya, 137 km²
- Wilhelmøya, 120 km²

Minori:
- Moffen
- Hopen
- Danskøya
- Kong Karls Land
- Lågøya
- Blomstrandhalvøya
- Abeløya
- Helgolandøya
- Tirpitzøya

### Fiordi
- Wijdefjorden, 108 km
- Isfjorden, 107 km
- Van Mijenfjorden, 83 km
- Woodfjorden, 64 km
- Wahlenbergfjorden, 46 km
- Hornsund, 30 km
- Kongsfjorden, 22 km
- Magdalenefjorden, 8 km

### Rilievi
- Newtontoppen, 1 713 m
- Perriertoppen, 1 712 m
- Ceresfjellet, 1 675 m
- Chadwickryggen, 1 640 m
- Galileotoppen, 1 637 m
- Lars Hiertafjellet, 876 m
- Adventtoppen, 786 m

### Flora e fauna

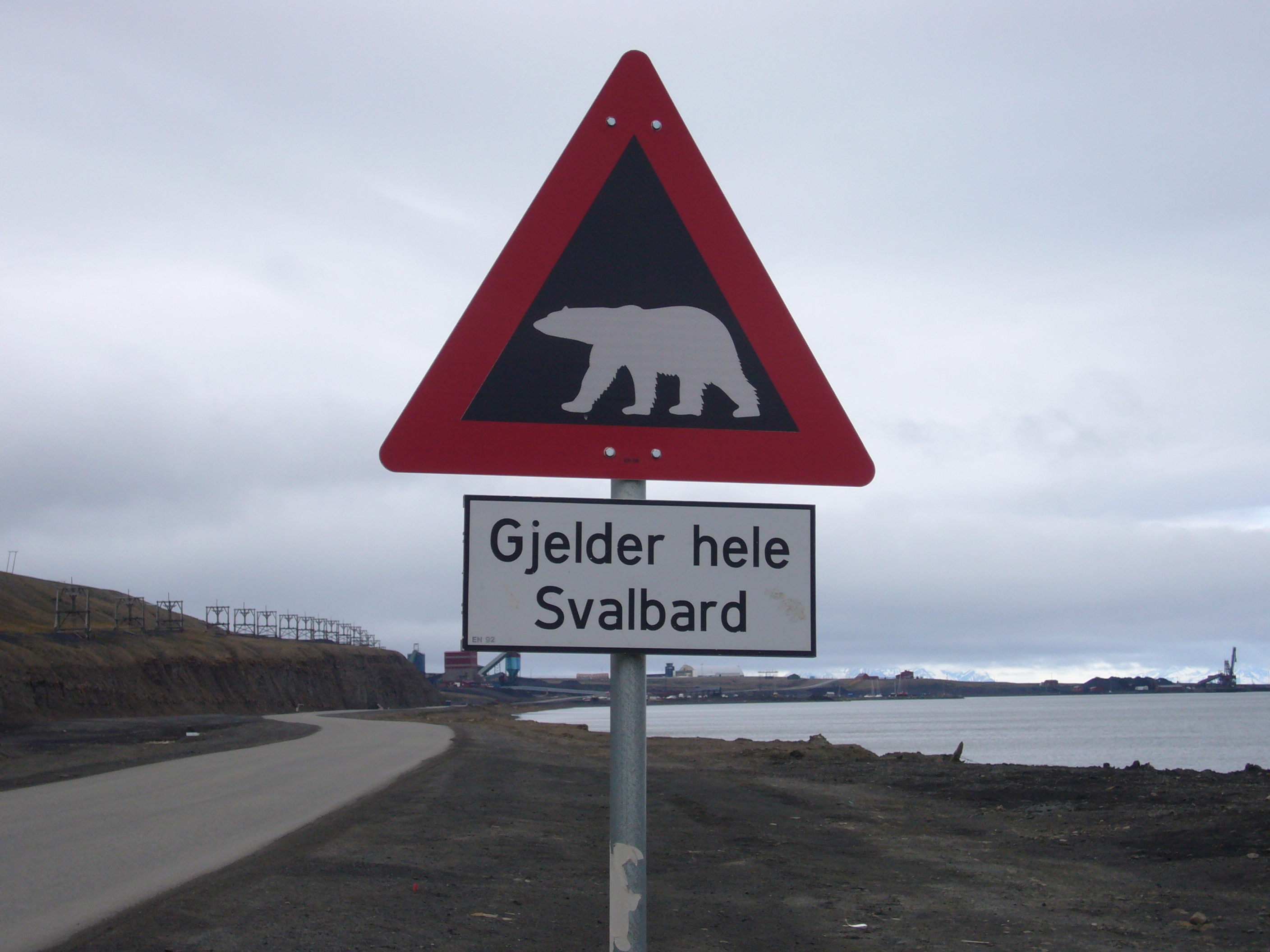
Segnale di pericolo: presenza orsi polari

Nelle isole Svalbard non ci sono alberi ma solo piccoli cespugli e fiori sparsi qua e là a sfidare il freddo e il vento, nonché muschi e licheni. Nella prima parte della stagione estiva i cieli sono attraversati da centinaia di migliaia di uccelli marini, di cui 30 specie nidificano sulle scogliere.
Il mare è abitato da foche, trichechi, balene, beluga, orche e narvali per un totale di 19 specie di mammiferi marini. Le volpi artiche e la piccola renna delle Svalbard (r.t. platyrhyncus) popolano il territorio. In passato è stata tentata, senza successo, l'introduzione del bue muschiato.
L'orso polare è il simbolo delle Svalbard. Da quando ne è stata proibita la caccia, ne è tornato a essere il signore: recentemente sono stati censiti circa 3 500 esemplari. È il più grande mammifero terrestre carnivoro, è sempre affamato e non va mai in letargo, perciò tutte le escursioni sono scortate da guide armate di fucile.

#### Banca dei semi
Il governo norvegese ha terminato nel febbraio 2008 la costruzione di una banca dei semi (Svalbard Global Seed Vault), in cui è conservato il patrimonio genetico del più grande numero possibile di specie vegetali (attualmente sono più di 4 000). La struttura è stata realizzata scavando una galleria lunga 130 m nel permafrost sull'isola di Spitsbergen, la cui entrata è situata 130 m al di sopra del livello del mare, il tutto per ottenere una temperatura quasi costante tra −3 °C e −4 °C, per conservarvi successivamente le sementi donate dai circa 1 400 depositi di raccolta dei semi situati nei Paesi di tutto il mondo. L'accesso è assicurato da porte di massima sicurezza a prova di esplosione e due prese d'aria. Il numero di semi immagazzinati dipenderà dal numero dei paesi che parteciperanno al progetto. La finalità del progetto è prevenire l'eventuale estinzione di piante causata da catastrofi planetarie quali il riscaldamento globale o una guerra nucleare.

## Storia

### Le Svalbard nell'età d'oro dell'esplorazione olandese e la scoperta

#### Le prime attestazioni di scoperta di unaterra nullius(1596)

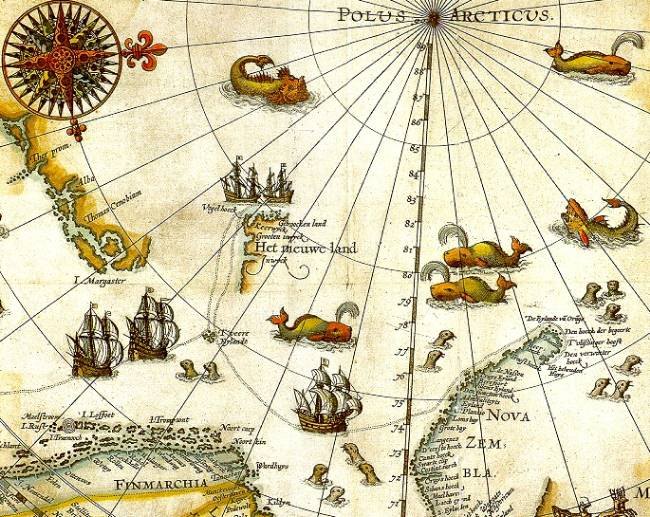
Spitsbergen e Svalbard durante l'età d'oro dell'esplorazione e della scoperta olandese (c. 1590–1720). Porzione di una mappa del 1599 che mostra l'esplorazione artica di Willem Barentsz. Spitsbergen, qui viene mappata per la prima volta, ed è indicata come "Het Nieuwe Land" (in italiano "la Nuova Terra"), al centro a sinistra. La mappa riflette lo stile tipico dell'epoca in Olanda.

Nell'età delle scoperte (età delle esplorazioni), gli olandesi furono i primi (non nativi) a esplorare e a mappare aree isolate e remote del mondo, tra cui l'arcipelago delle Svalbard

Gli Scandinavi furono probabilmente i primi scopritori delle Svalbard all'inizio del XII secolo, ma non vi sono prove certe di questo fatto. Racconti nordici di terre sconosciute potrebbero far riferimento a Jan Mayen, o a parte della Groenlandia orientale. Furono queste le prime tracce di notizie che collegarono queste aree al continente europeo. In quest'epoca l'arcipelago era perlopiù utilizzato per attività di pesca e caccia. L'olandese Willem Barentsz scoprì l'arcipelago nel 1596 mentre si trovava alla ricerca di un passaggio verso il Polo Nord.
Il nome di Spitsbergen ebbe origine dallo stesso Barentsz, il quale così descrisse delle "montagne appuntite" che vedeva sulla costa occidentale dell'isola, anche se la sua mappa dell'Artico del 1599 riporta l'area col nome più generico di Het Nieuwe Land ("La Nuova Terra"). Barentsz non affermò di aver scoperto un arcipelago, e pertanto il nome Spitsbergen a lungo rimase in uso per indicare sia l'isola sia l'intero arcipelago.
Il primo sbarco conosciuto sull'isola è datato al 1604, quando una nave inglese attraccò a Bjørnøya e iniziò a cacciare dei trichechi: fecero seguito delle spedizioni annuali e divenne sempre più chiaro come Spitsbergen fosse ormai una base per la caccia, in particolare alle balene artiche dal 1611. Per la natura selvaggia e senza legge dell'area, inglesi, danesi, olandesi e francesi tentarono con tutte le forze di allontanare altre flotte nemiche dall'area.

#### Base internazionale per la caccia alle balene (XVII–XIX secolo)

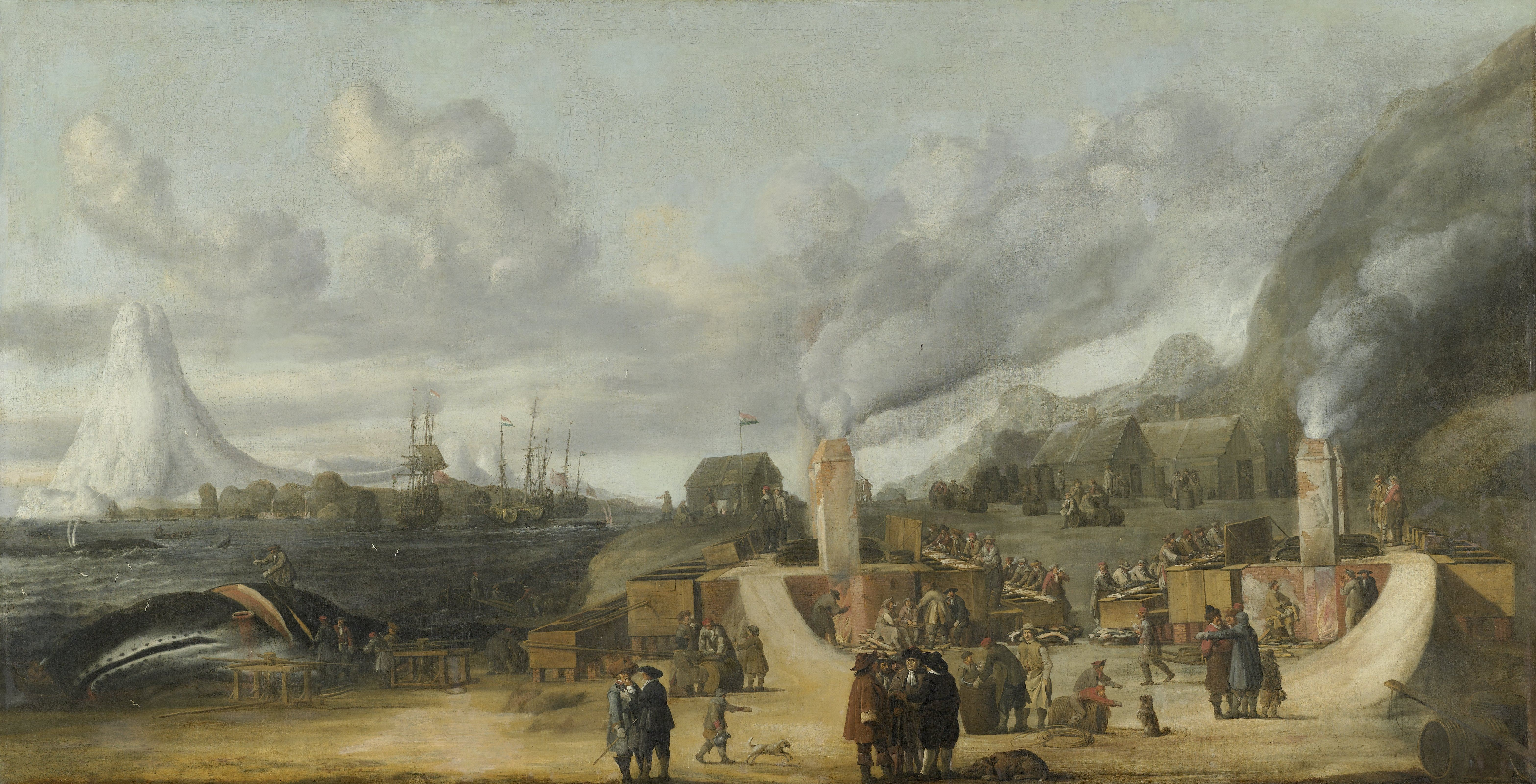
La stazione baleniera della Northern Company a Smeerenburg, in un dipinto di Cornelis de Man (1639), basato sul dipinto Dansk hvalfangststation (Stazione baleniera danese) di A.B.R. Speeck (1634), che rappresentava la stazione danese a Kobbefjorden

Smeerenburg fu uno dei primi insediamenti stabili dell'arcipelago, fondato dagli olandesi nel 1619. Basi più piccole vennero costruite da inglesi, danesi e francesi. Dapprima questi avamposti erano solamente degli accampamenti estivi, ma dalla prima metà del Seicento alcuni iniziarono ad attrezzarli per passarvi l'inverno. La pesca della balena allo Spitsbergen continuò sino agli anni venti dell'Ottocento, quando olandesi, inglesi e danesi si spostarono altrove nell'Artico. Dal XVII secolo, giunsero anche dei cacciatori russi che si dedicarono anche alla caccia terrestre di volpi e orsi polari. Dopo una serie di raid inglesi nel Mare di Barents nel 1809, l'attività russa alle Svalbard diminuì sensibilmente, sino a cessare del tutto negli anni venti dell'Ottocento. Cacciatori norvegesi di trichechi iniziarono a giungere nell'area negli anni novanta del Settecento. I primi a raggiungere l'area dalla Norvegia furono il popolo Sami della regione di Hammerfest, come parte di una spedizione russa nel 1795. I norvegesi scelsero di non dedicarsi più alla pesca alle balene nel medesimo periodo in cui anche i russi abbandonarono tale attività, sebbene altri proseguirono sino agli anni trenta del XIX secolo nell'area dello Spitsbergen, e in quella di Bjørnøya sino agli anni sessanta del medesimo secolo.

### Il XX secolo

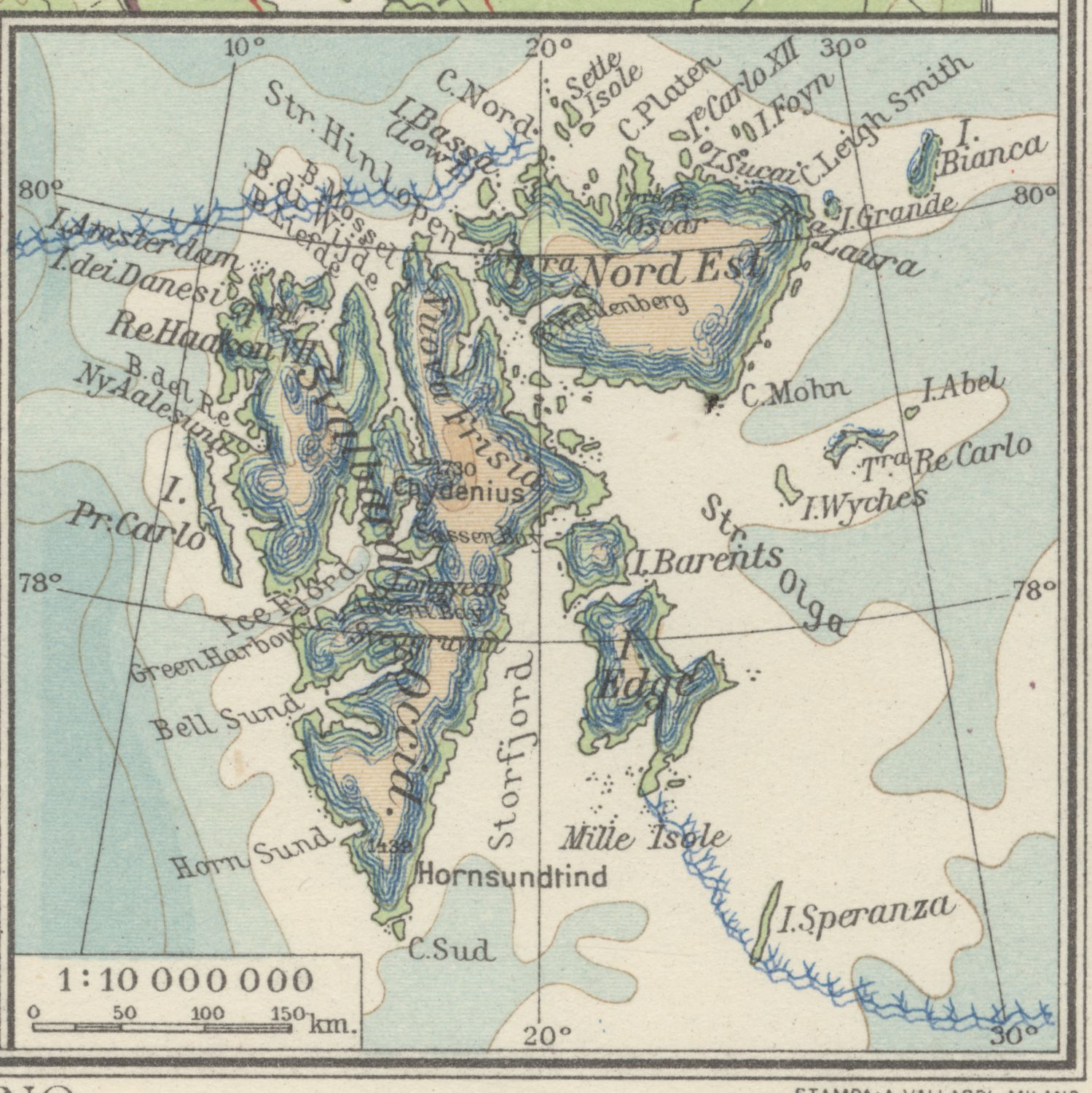
Mappa del 1929 delle Isole Svalbard

Dagli anni novanta dell'Ottocento, le Svalbard iniziarono a divenire una meta ambita del turismo artico, oltre ad attirare un primo interesse minerario per la presenza di numerosi giacimenti di carbone ritrovati sulle isole, materiale utilizzato anche per le esplorazioni artiche. Le prime miniere vennero impiantate a Isfjorden dai norvegesi nel 1899: dal 1904, anche gli inglesi si insediarono ad Adventfjorden e iniziarono le prime escavazioni su vasta scala. La produzione a Longyearbyen, per interesse degli statunitensi, ebbe inizio nel 1908; Store Norske vi si stabilì nel 1916, così come fecero i norvegesi nel corso della guerra.
Negli anni 1910 iniziarono le prime discussioni per stabilire una sovranità sull'intero arcipelago, ma vennero interrotte dallo scoppio della prima guerra mondiale. Il 9 febbraio 1920, dopo la conferenza di Pace di Parigi, il trattato delle Svalbard venne siglato, garantendo la piena sovranità delle isole alla Norvegia. A ogni modo, a tutti i firmatari del trattato venne garantito un diritto assoluto di pesca, caccia e sfruttamento delle risorse minerarie per evitare l'insorgere di ulteriori conflitti. Il trattato ebbe effetto dal 14 agosto 1925, assieme all'Atto delle Svalbard che regolò per la prima volta la vita amministrativa dell'arcipelago con l'entrata in carica del primo governatore, Johannes Gerckens Bassøe. L'arcipelago era noto come Spitsbergen, mentre l'isola principale era nota col nome di Spitsbergen Occidentale. Dagli anni 1920, la Norvegia decise di rinominare l'arcipelago col nome di Svalbard, e l'isola principale divenne nota come Spitsbergen. Kvitøya, Kong Karls Land, Hopen e Bjørnøya non vennero considerate parte dell'arcipelago di Spitsbergen. I russi continuarono a chiamare tradizionalmente l'arcipelago col nome di Grumant. L'Unione Sovietica riconobbe il nome Spitsbergen e supportò la tesi che fossero stati i russi i primi a scoprire quella terra. Nel 1928 l'esploratore italiano Umberto Nobile e la ciurma dell'aeromobile Italia si schiantarono sul pack ghiacciato della costa dell'Isola di Foyn. Il successivo tentativo di recupero dei superstiti fece avere alle Svalbard una certa notorietà presso la stampa internazionale, che a ogni modo durò per breve tempo.

### La seconda guerra mondiale

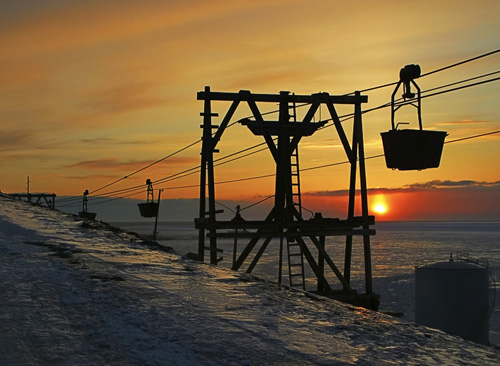
Una stazione di funivia aerea abbandonata, in precedenza utilizzata per il trasporto del carbone

Nel 1941, dopo l'operazione Gauntlet, tutti gli insediamenti norvegesi e sovietici sulle Svalbard vennero evacuati, e i tedeschi vi si insediarono con un avamposto meteorologico, sebbene una piccola guarnigione norvegese fosse mantenuta a Spitsbergen. L'operazione Zitronella dei tedeschi prese con la forza questa guarnigione nel 1943, e distrusse nel contempo gli insediamenti di Longyearbyen e Barentsburg. Nel settembre del 1944, assieme alla nave rifornimento Carl J. Busch, il sottomarino GS U-307 trasportò gli uomini dell'operazione Haudegen alle Svalbard. L'operazione Haudegen era il nome di un'operazione della seconda guerra mondiale che mirava appunto a stabilire delle stazioni meteorologiche alle Svalbard. La stazione fu attiva dal 9 settembre 1944 al 4 settembre 1945. Perse il contatto radio dal maggio del 1945, e i soldati locali furono in grado di richiedere supporti solo nell'agosto del 1945. Il 4 settembre 1945, i soldati vennero recuperati da un vascello da caccia norvegese e si arresero al suo capitano. Questo gruppo di uomini fu l'ultimo della Germania nazista ad arrendersi nella seconda guerra mondiale. Dopo la guerra, l'Unione Sovietica propose un'amministrazione condivisa norvegese e sovietica per la difesa militare delle Svalbard. Questo accordo venne rigettato nel 1947 dalla Norvegia che due anni dopo entrò nella NATO. L'Unione Sovietica mantenne alta l'attività civile alle Svalbard, in parte per assicurarsi che l'arcipelago non fosse utilizzato dalla NATO.

### Dopo la guerra
Dopo la guerra, la Norvegia ristabilì la propria presenza stabile a Longyearbyen e a Ny-Ålesund, mentre l'Unione Sovietica si attestò con insediamenti minerari a Barentsburg, Pyramiden e Grumant. La miniera di Ny-Ålesund ebbe una serie di incidenti che causarono la morte di 71 persone tra il 1945 e il 1963. Solo il caso Kings Bay causò nel 1962 la morte accidentale di 21 lavoratori, fatto che costrinse il terzo gabinetto Gerhardsen a dimettersi. Dal 1964, Ny-Ålesund divenne un avamposto di ricerca e un collegamento per l'European Space Research Organisation. I primi test per la ricerca di aree petrolifere vennero condotti nel 1963 e continuarono sino al 1984, ma non vennero trovati filoni commercialmente convenienti. Dal 1960, voli regolari a bordo di charter vengono condotti tramite l'aeroporto di Hotellneset; mentre nel 1975 venne ufficialmente inaugurato l'Aeroporto delle Svalbard a Longyearbyen.

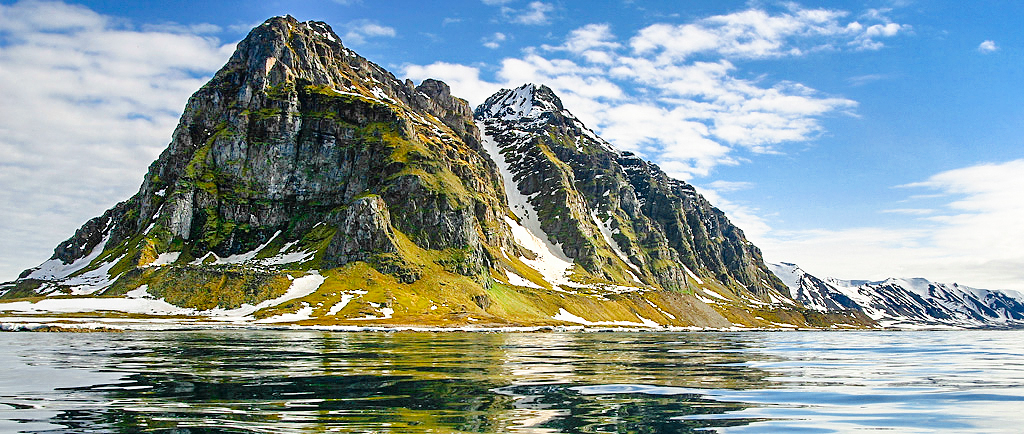
Prins Karls Forland venne protetto come Parco nazionale Forlandet nel 1973

Durante la guerra fredda, i sovietici costituivano due terzi della popolazione delle isole (il restante terzo era composto da norvegesi), per una popolazione totale dell'arcipelago di 4 000 abitanti circa. L'attività dei sovietici prima e dei russi dopo diminuì considerevolmente da allora, portando gli abitanti da 2 500 del 1990 a 450 del 2010. L'insediamento produttivo di Grumant venne chiuso nel 1962. Quello di Pyramiden venne chiuso nel 1998. Le esportazioni di carbone da Barentsburg cessarono nel 2006 dopo un disastroso incendio, ma sono riprese nel 2010. La comunità russa ha inoltre subito due incidenti aerei: il primo quando un Vnukovo Airlines Flight 2801 cadde uccidendo 141 persone, poi l'Incidente d'elicottero a Heerodden con tre morti.
Longyearbyen rimase una città produttiva sino al 1989, ma nel 1993 venne venduta al governo nazionale e divenne sede di un centro universitario. Negli anni 1990, il turismo aumentò notevolmente, rendendo così l'economia locale indipendente dall'industria mineraria. Longyearbyen venne incorporata definitivamente nel governo norvegese dal 1º gennaio 2002, iniziando così a disporre di un proprio consiglio comunale.

## Società
L'istituto di statistica norvegese fornisce ogni semestre i dati aggiornati della popolazione. Al 24 agosto 2022 la popolazione era di 2 905 abitanti, di cui 1 753 norvegesi, 391 russi e ucraini, 10 polacchi e 751 non-norvegesi. I norvegesi e i non-norvegesi delle Svalbard vivono a Longyearbyen e Ny-Ålesund (dove vivono anche dei ricercatori italiani). Tra i non-norvegesi diffusa è la presenza di immigrati thailandesi e svedesi. I russi e ucraini vivono a Barentsburg e nella città fantasma di Pyramiden (a fini di turismo). I polacchi vivono nella base scientifica di Hornsund. La popolazione russa e ucraina è notevolmente calata dai 537 di fine 2019 ai 391 attuali, a seguito della pandemia di COVID-19. La comunità pendolare di Svea, residente nella capitale, è cessata a seguito della chiusura della miniera e della rimozione dei rifiuti e delle attrezzature nell'estate del 2021. 
A causa di una situazione legale particolare, tutti i Paesi che hanno firmato il trattato delle Svalbard hanno diritto, al pari della Norvegia, a colonizzare le Svalbard e a svilupparne l'economia; tuttavia, l'unico Paese a prendere sul serio questa possibilità è stata l'Unione Sovietica, i cui insediamenti di Barentsburg e di Pyramiden hanno raggiunto alcune migliaia di abitanti; per un periodo la lingua più parlata sulle Svalbard è stata il russo. Durante la guerra fredda i sovietici costituivano i due terzi della popolazione delle isole (il restante terzo era costituito da norvegesi) che ammontava a circa 4 000 persone. A seguito della dissoluzione dell'Unione Sovietica e dell'interruzione dei sussidi, la popolazione russa (e ucraina) si è ridotta passando da circa 2 500 a 450 persone dal 1990 al 2010, e Pyramiden è stata del tutto abbandonata; dal 2009 a Pyramiden alcuni russi provenienti da Barentsburg stanno tentando di riattivare a scopi turistici le strutture industriali e residenziali.
Sempre a causa di alcune clausole nel trattato delle Svalbard, non vi è alcun requisito particolare (come permessi di soggiorno, di lavoro, eccetera) per risiedervi permanentemente: supposto di poter trovare lavoro, non vi sono ostacoli di sorta perché il trattato prevede la non-discriminazione tra tutti i cittadini degli Stati aderenti al trattato. Le strade asfaltate sulle isole sono estremamente rare; i trasporti sono effettuati con imbarcazioni, aerei ed elicotteri, nonché in motoslitta o in auto su strade generalmente sterrate.
Le Svalbard sono per trattato militarmente neutrali, e quindi non è presente personale militare di nessuno Stato. Alle Svalbard viene pubblicato un settimanale, lo Svalbardposten.

### Insediamenti
- Longyearbyen - municipalità
- Barentsburg - municipalità
- Ny-Ålesund - municipalità
- Svea - municipalità
- Hopen - base scientifica
- Hornsund - base scientifica
- Isfjord radio - base scientifica
- Advent City - città fantasma
- Colesbukta - città fantasma
- Grumantbyen - città fantasma
- Ny-London - città fantasma
- Pyramiden - città fantasma
- Smeerenburg - città fantasma

## Cultura
- L'ambientazione della serie televisiva britannica Fortitude è ispirata alle isole Svalbard, in particolare alle città di Longyearbyen e Barentsburg. La serie viene però girata in Islanda.[65]
- Alcune scene del film Quo vado? di Checco Zalone sono state girate nella località di Ny-Ålesund.
- Nel giugno 2014 la band inglese dei Clean Bandit ha girato il video del brano Come Over ft. Stylo G vicino alle vecchie miniere di carbone di Longyearbyen, il regista è il bassista del gruppo: Jack Patterson.
- Nel settembre 2014 la cantante svedese Tove Styrke ha girato nella città fantasma di Pyramiden, sotto la direzione del regista Rúnar Ingi, il video musicale del suo singolo Borderline.[66]
- Anche la band danese degli Efterklang si è ispirata a Pyramiden, dove hanno trascorso nove giorni per registrare i suoni dell'ambiente circostante, utilizzati per la realizzazione dell'album Pyramida, uscito nel 2012. Durante la loro permanenza nell'insediamento urbano abbandonato hanno anche registrato un documentario.[67]
- Le isole di Svalbard sono citate nel romanzo Queste Oscure Materie di Philip Pullman come Paese di provenienza degli orsi corazzati dei quali uno dei protagonisti, Iorek Byrnison, è il Re.
- Nel 1997 Romano Prodi impose un autorato indipendente tramite la base artica Dirigibile Italia[68], la cui presenza, nel maggio 2013, fu una delle ragioni per cui l'Italia divenne, contemporaneamente ad altri cinque Paesi, membro osservatore permanente del Consiglio artico[69].
- Le isole Svalbard, a causa del crescente attivismo delle grandi potenze nell'Artico, sono oggetto di rinnovato interesse da parte di Russia e Cina[70].
- Alle isole Svalbard, in particolare nella parte nord di Spitzbergen, è ambientato il libro del 1939 Una donna nella notte polare (Keller editore, 2020) della scrittrice austriaca Christiane Ritter (1897-2000).

## Amministrazione
Le Svalbard sono amministrate da un governatore incaricato, il Sysselmesteren, il cui ufficio si trova nella città di Longyearbyen.
Il Sysselmesteren esercita il potere esecutivo. Le Svalbard non eleggono rappresentanti al parlamento norvegese, né sono una contea, né sono organizzate in comuni, sebbene Longyearbyen abbia una timida forma di autogoverno. In questo le Svalbard assomigliano più a una colonia che a una piena parte di uno Stato. I cittadini norvegesi che vivono sulle Svalbard, tuttavia, hanno facoltà di votare nella loro circoscrizione di origine sul continente.

## Galleria d'immagini

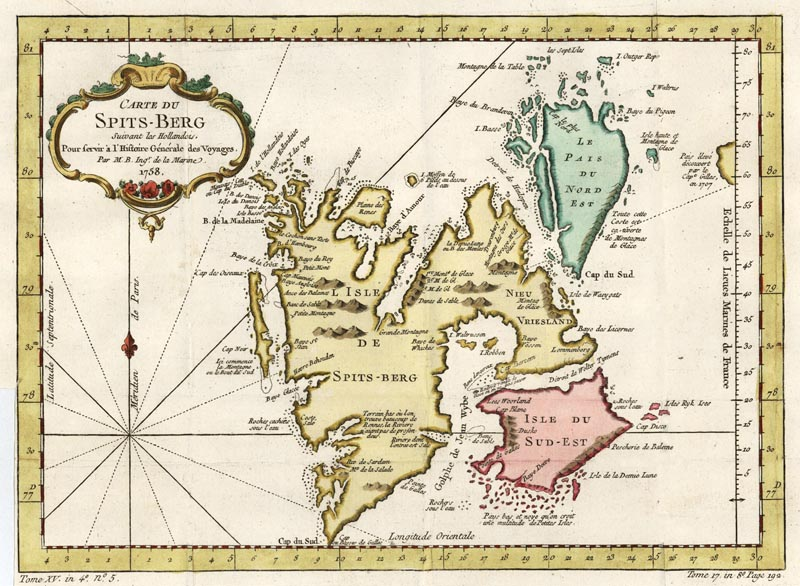
Mappa delle Svalbard risalente al 1758
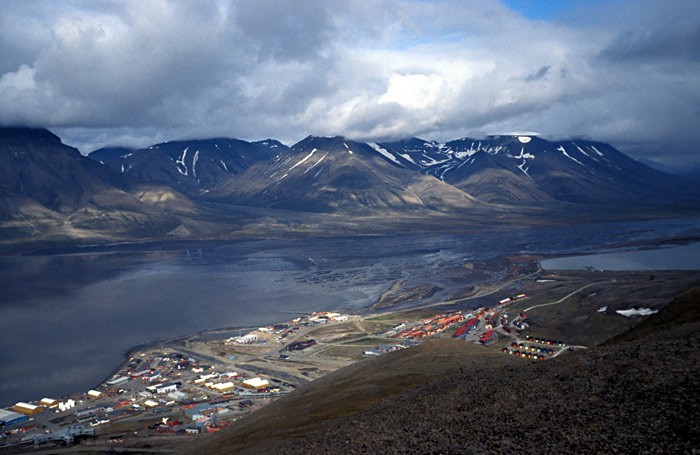
Vista dall'alto di Longyearbyen
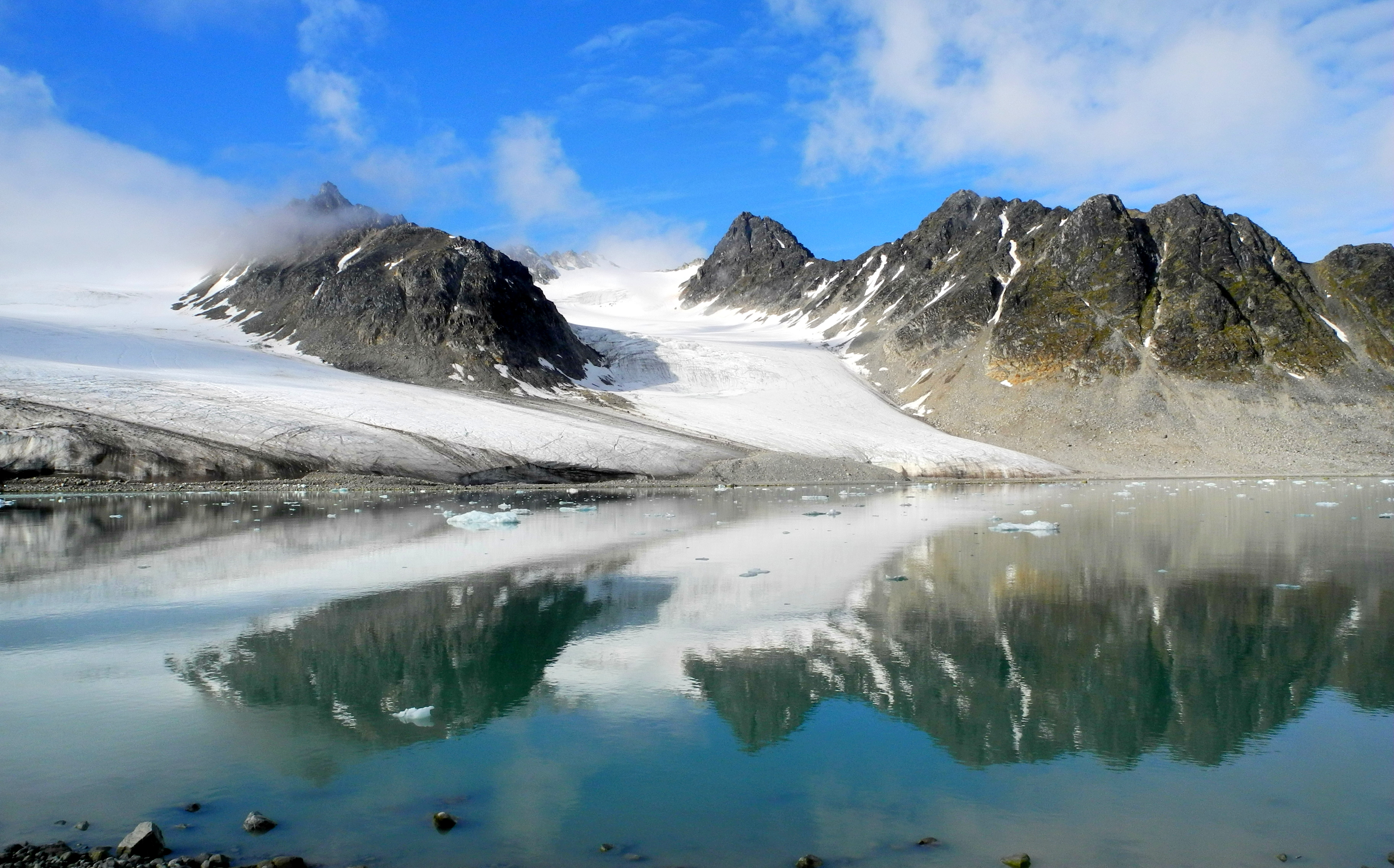
Il ghiacciaio di Gullybreen (Magdalenefjorden)
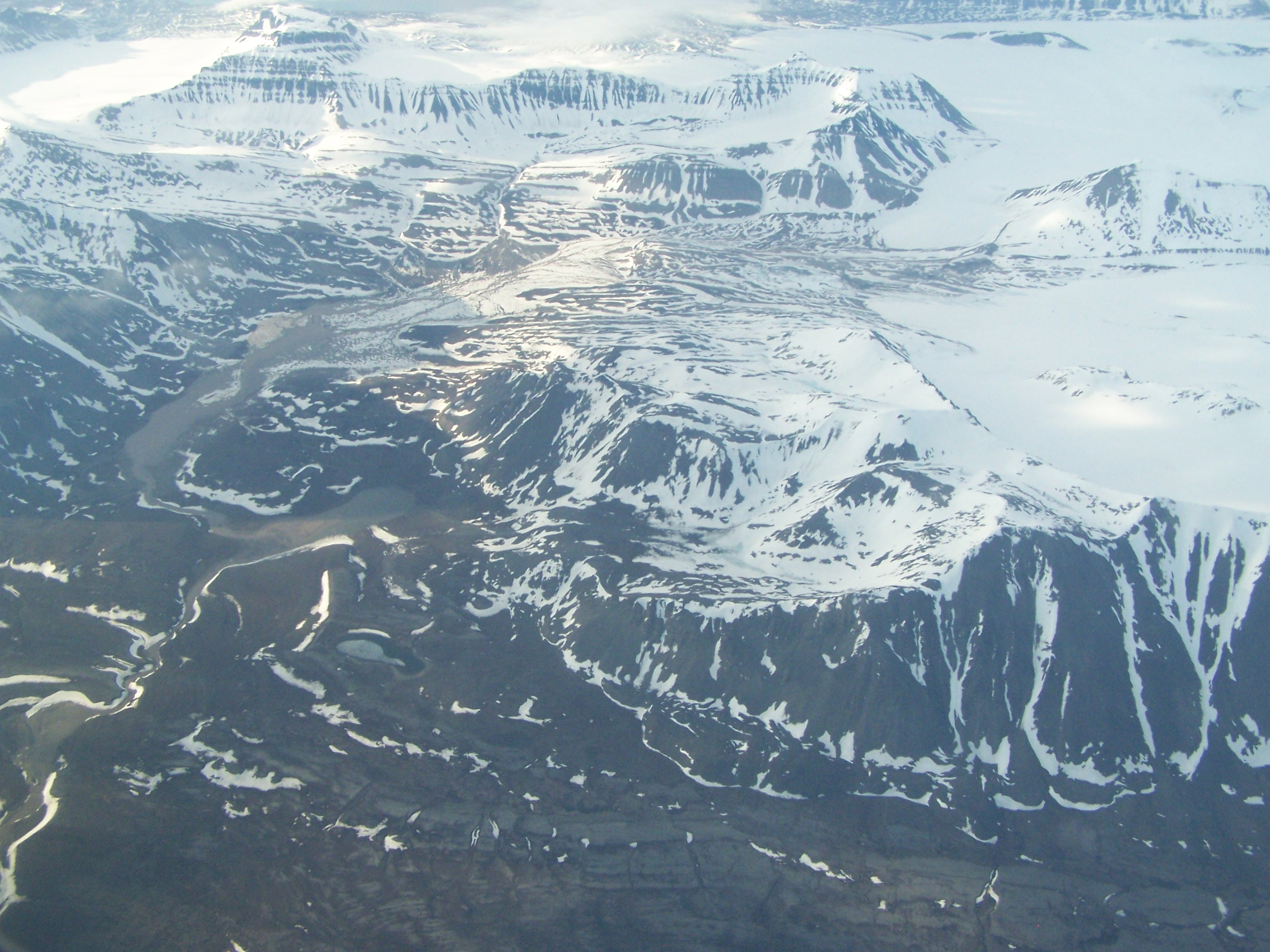
Veduta aerea delle Svalbard
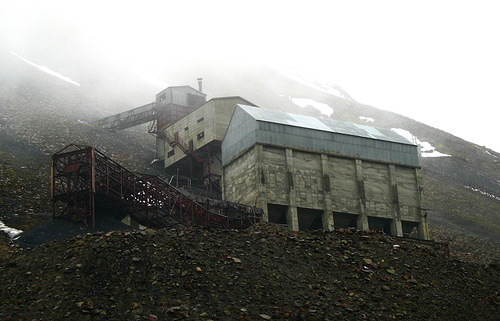
Miniera abbandonata presso Longyearbyen
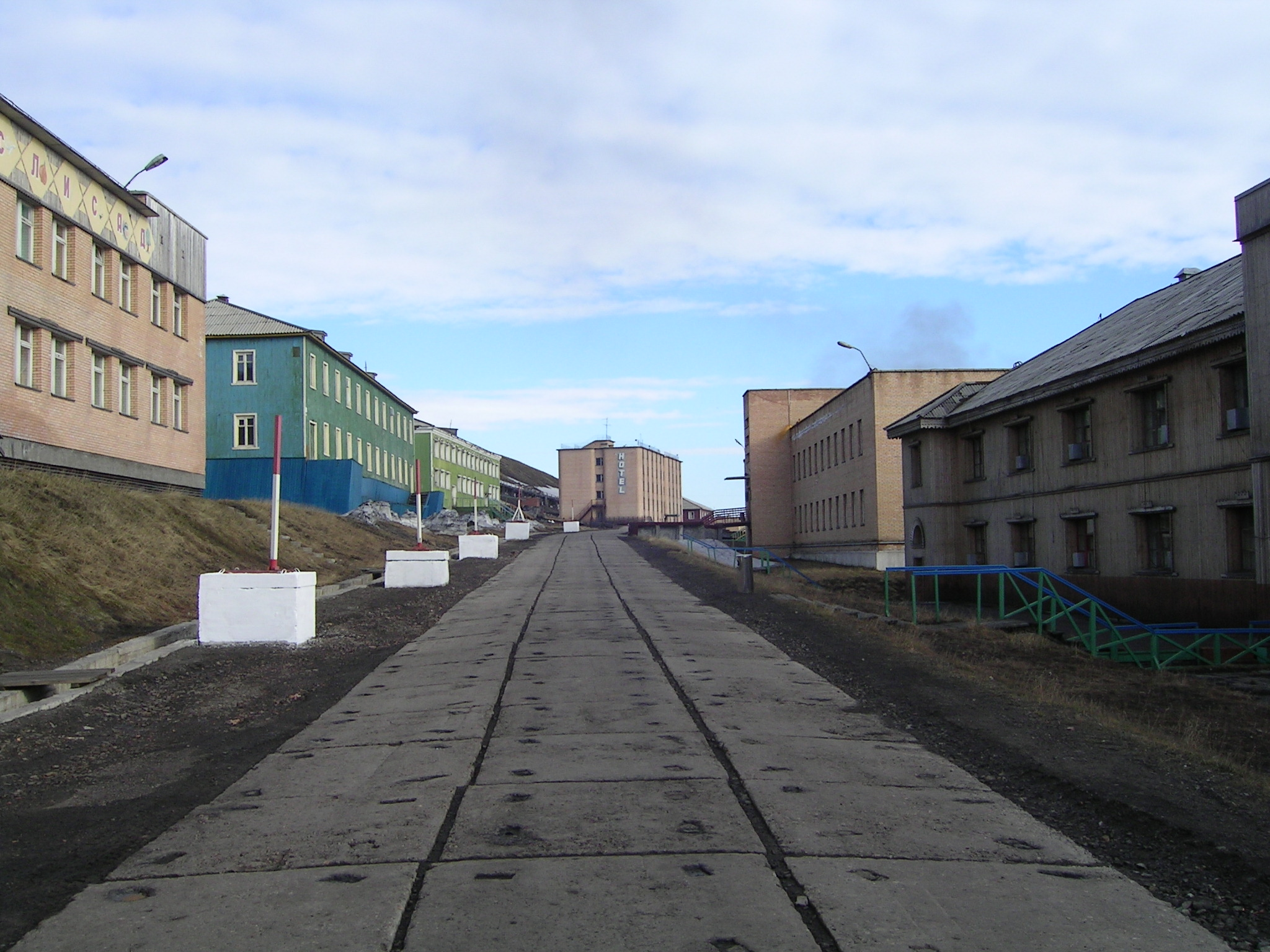
Strada principale di Barentsburg
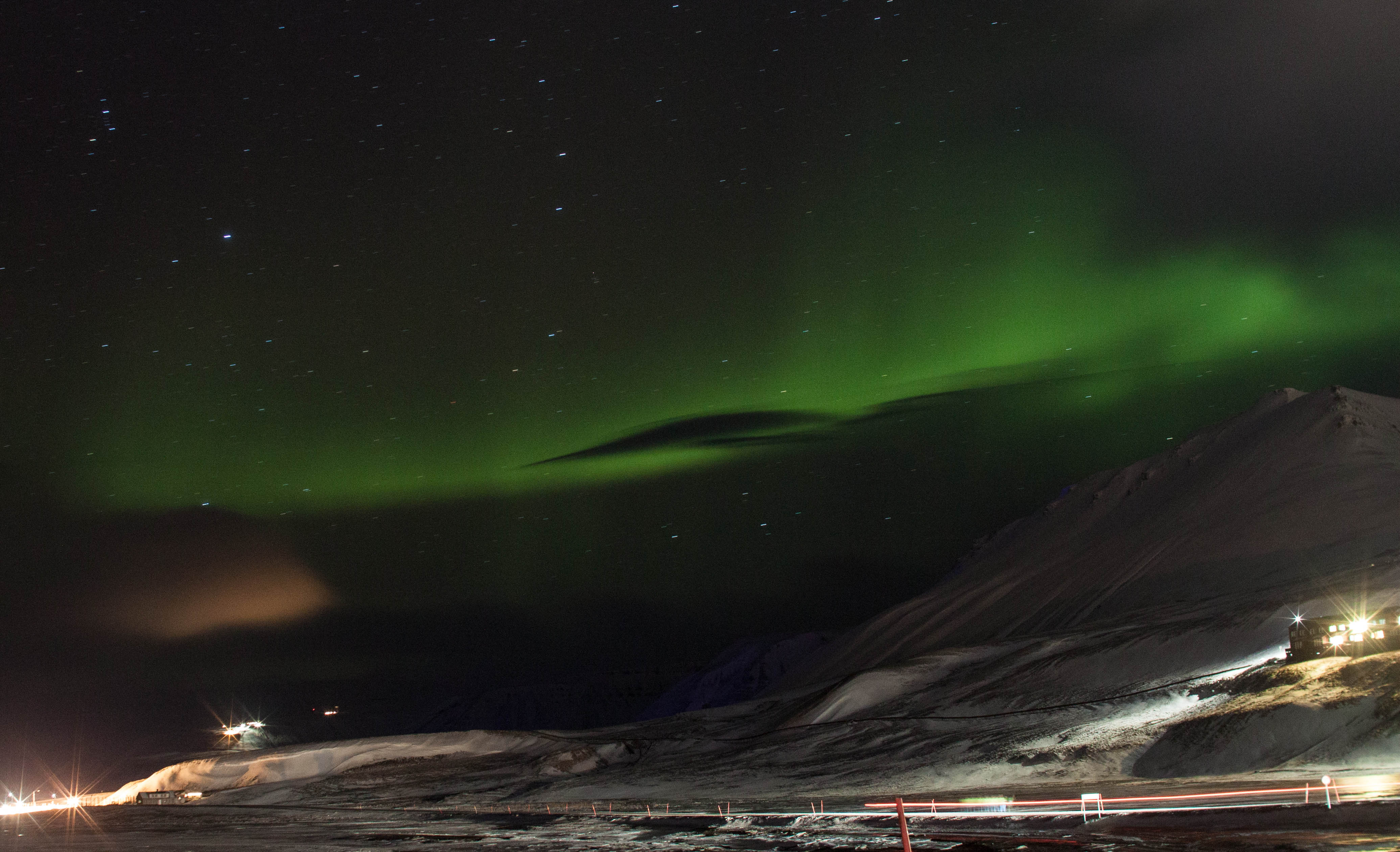
L'aurora boreale
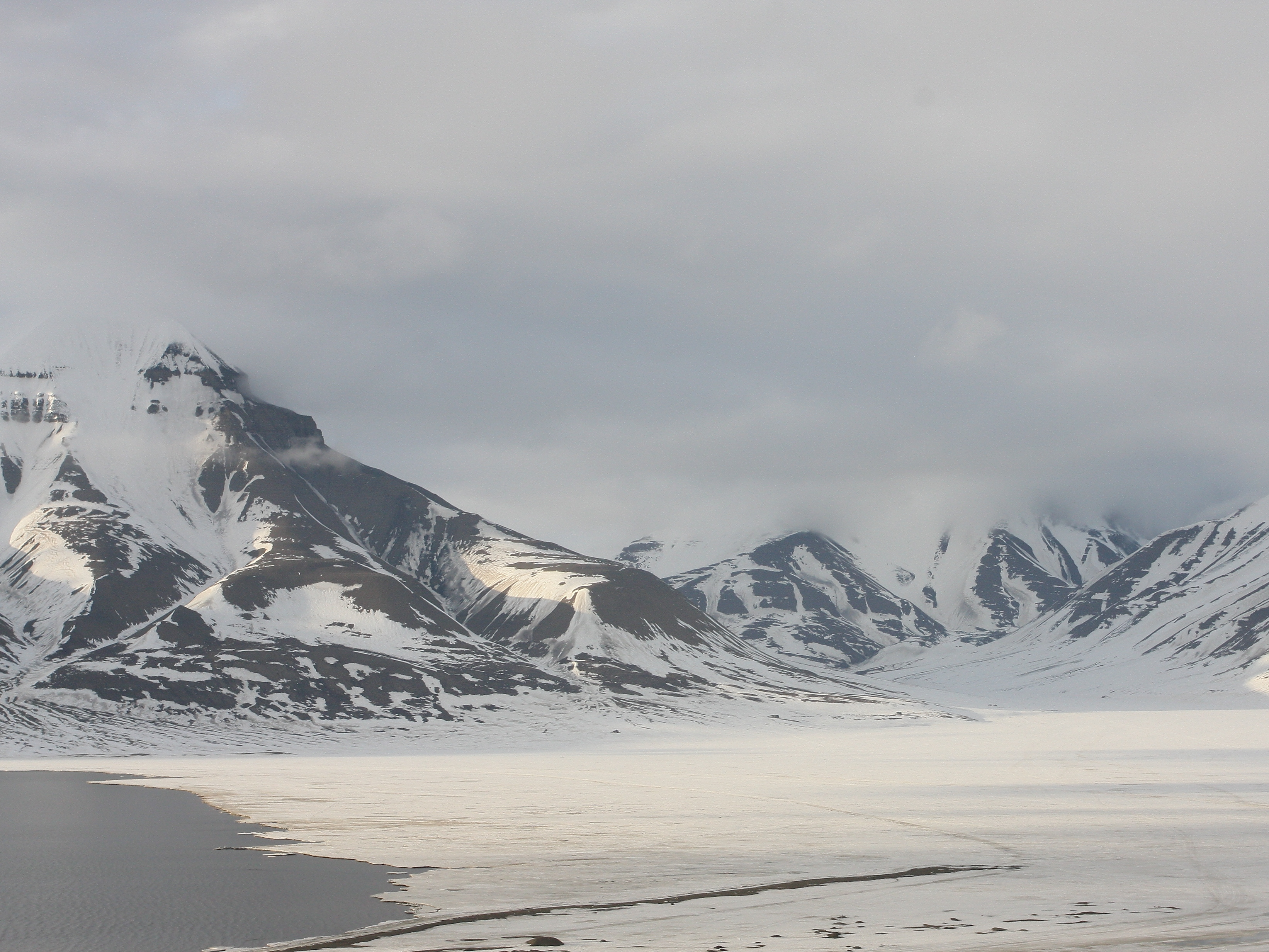
Le isole Svalbard nel mese di maggio
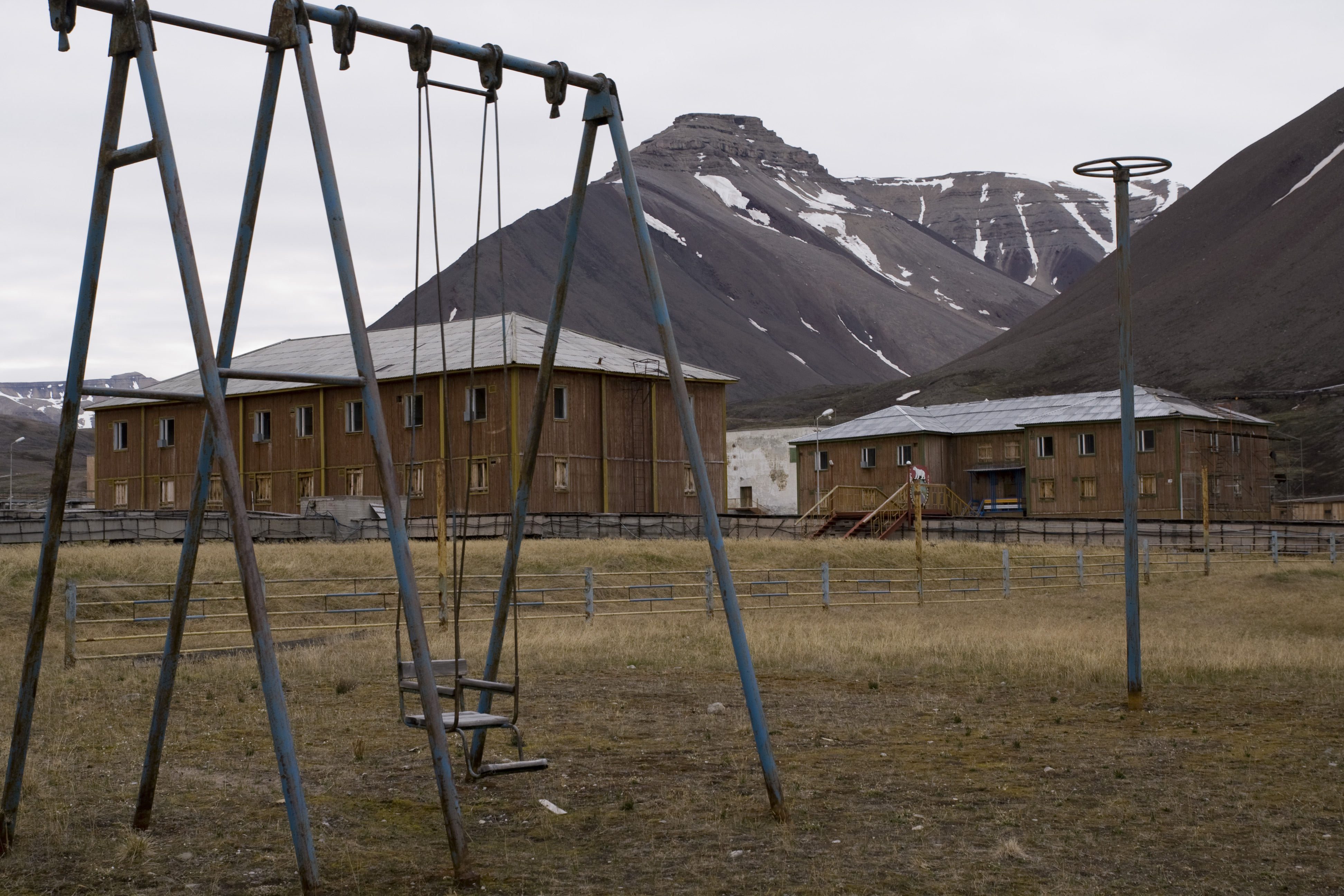
Edifici in stile siberiano nel centro di Pyramiden, città abbandonata nel 1998
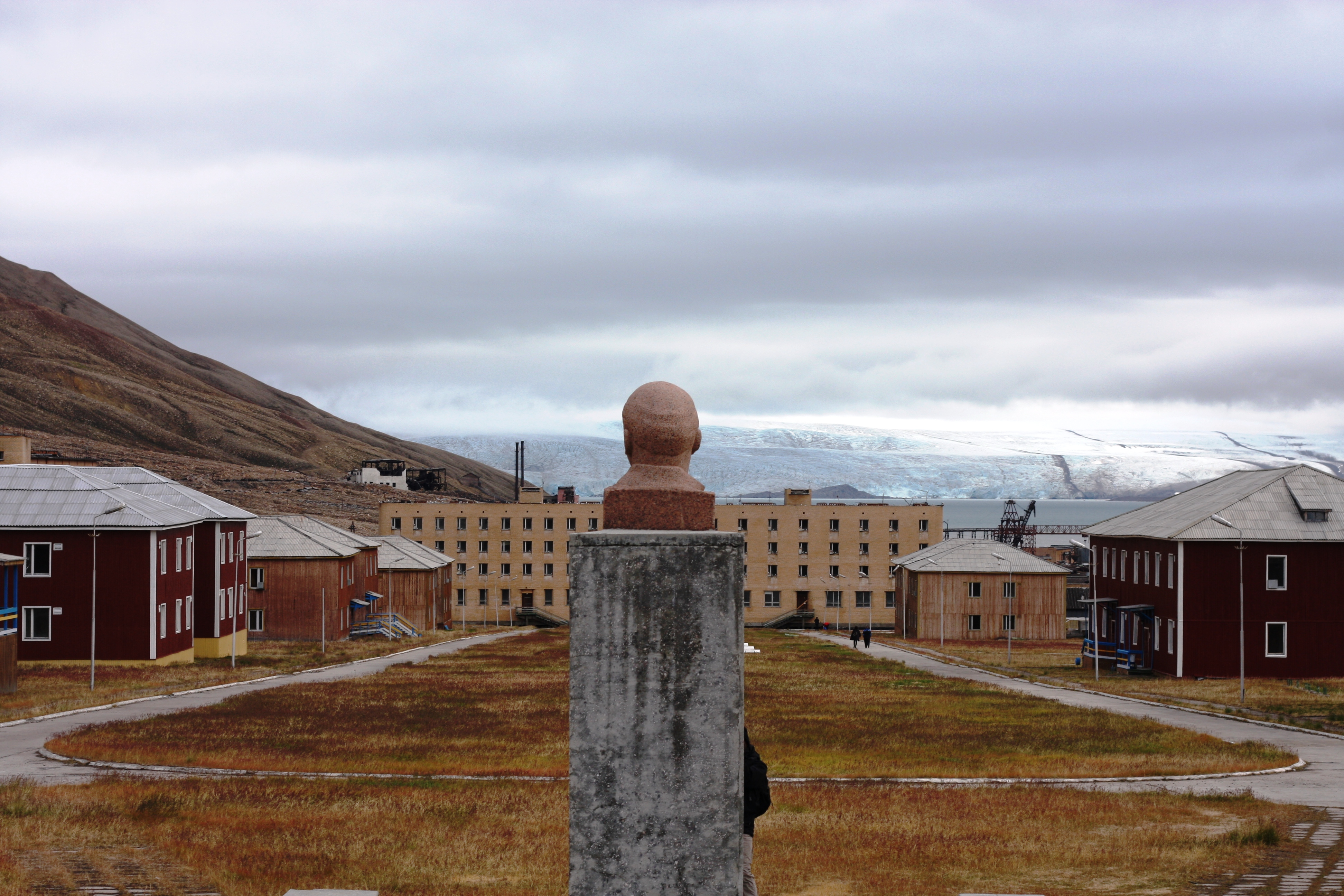
La statua dedicata a Lenin più a nord del mondo è sita a Pyramiden
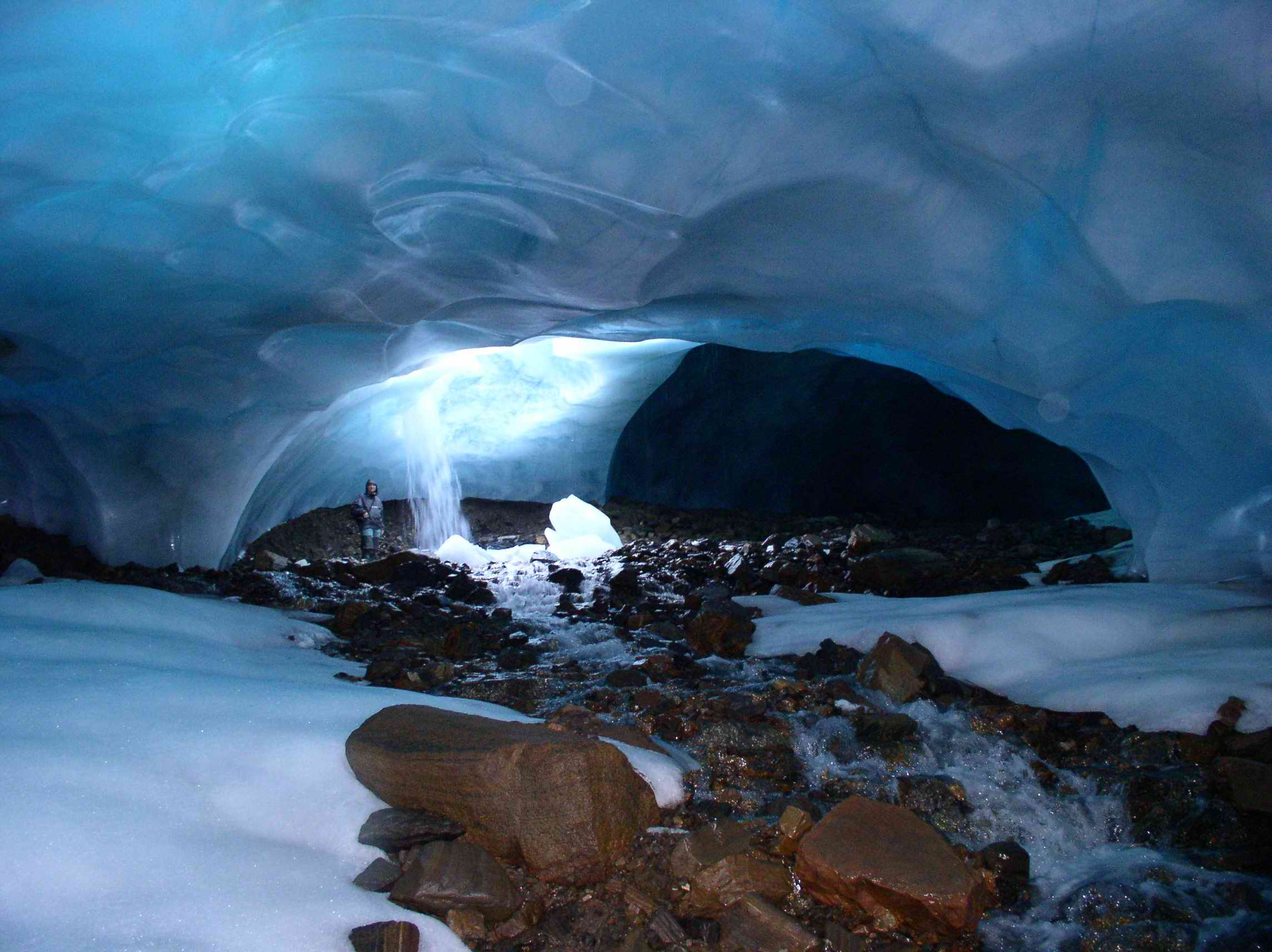
Grotta di ghiaccio
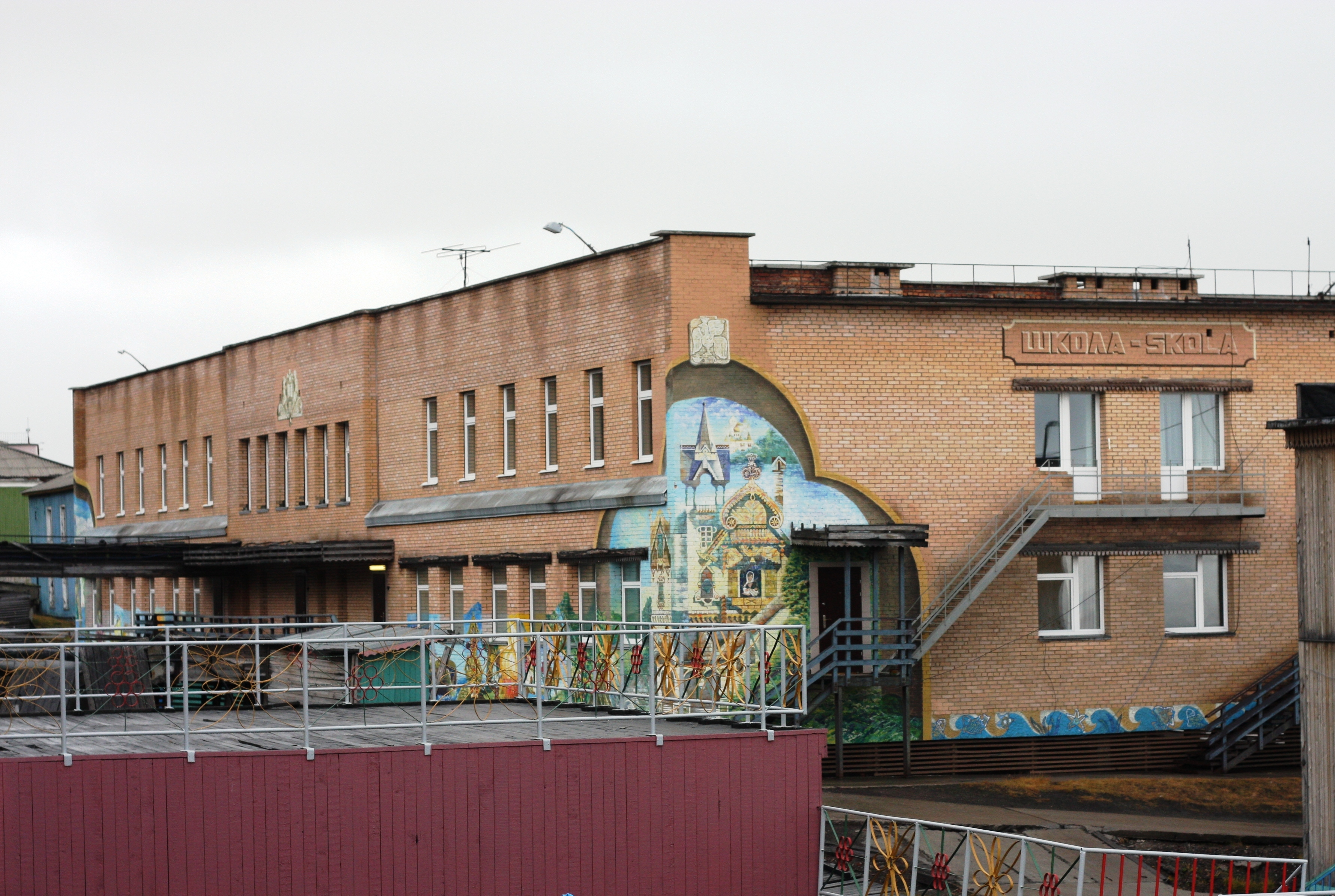
Scuola elementare a Barentsburg
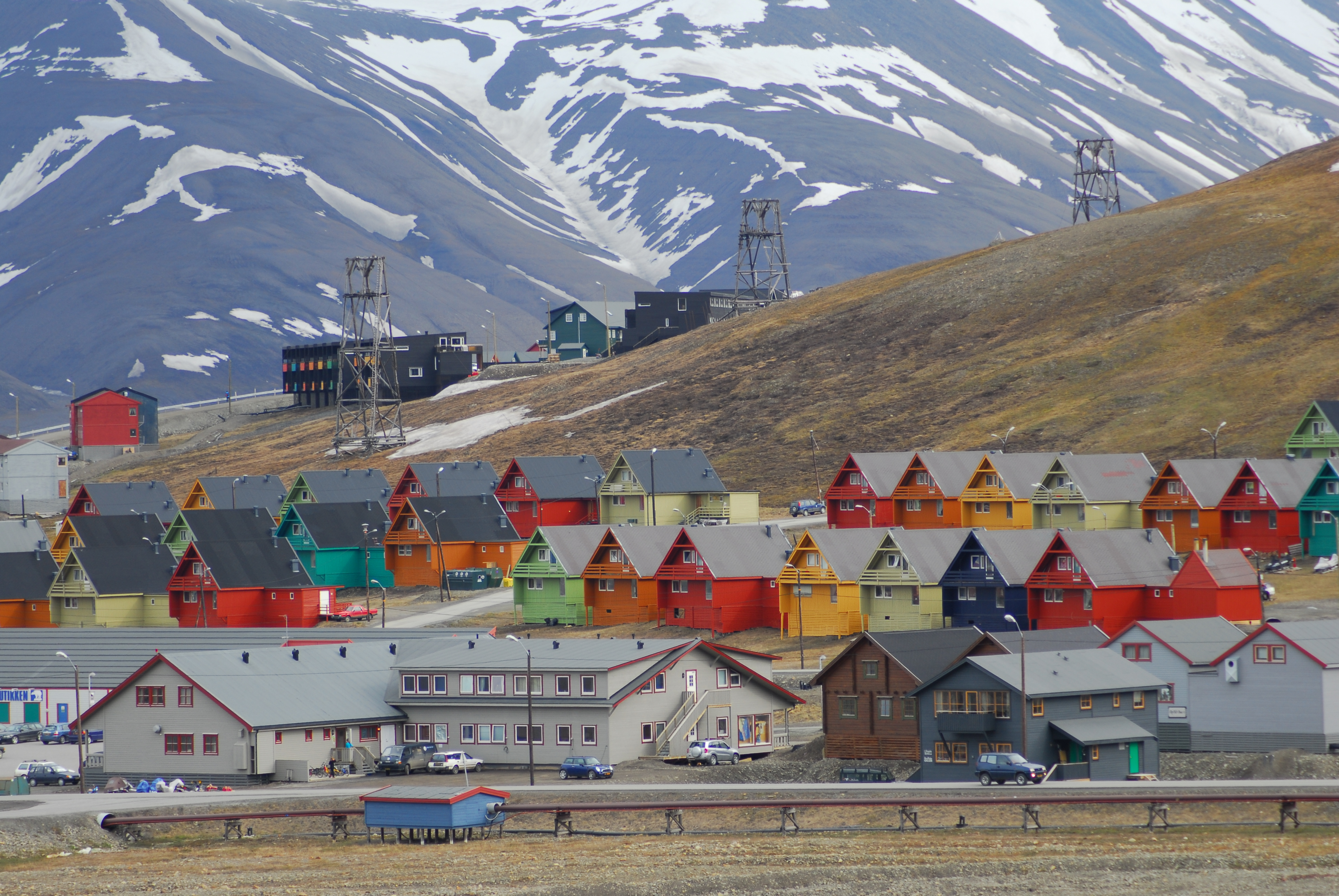
Zona residenziale di Longyearbyen
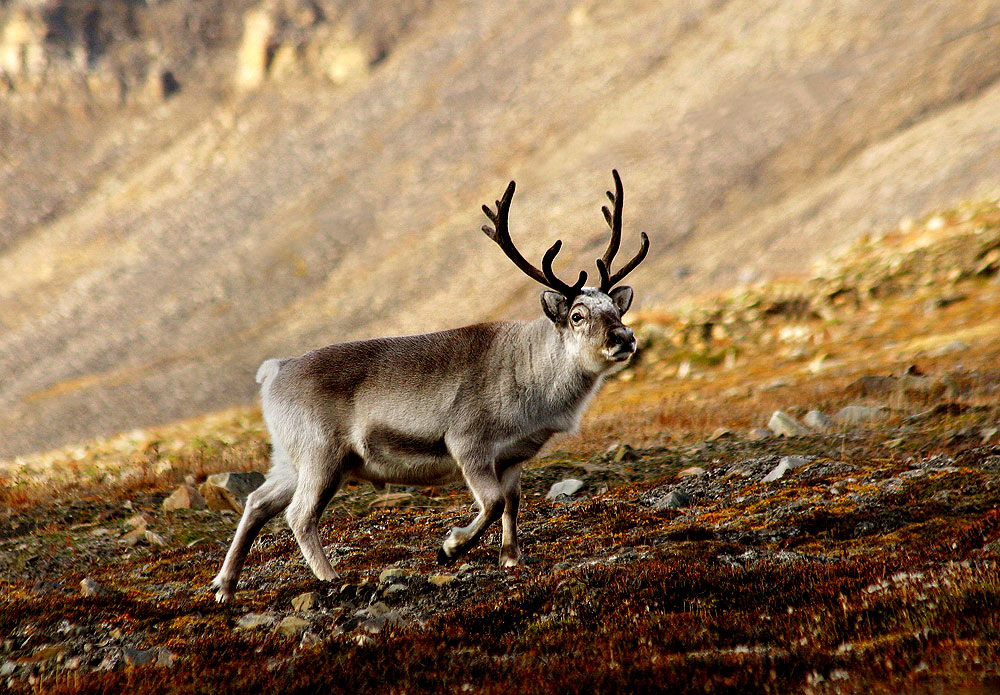
Renna delle Svalbard
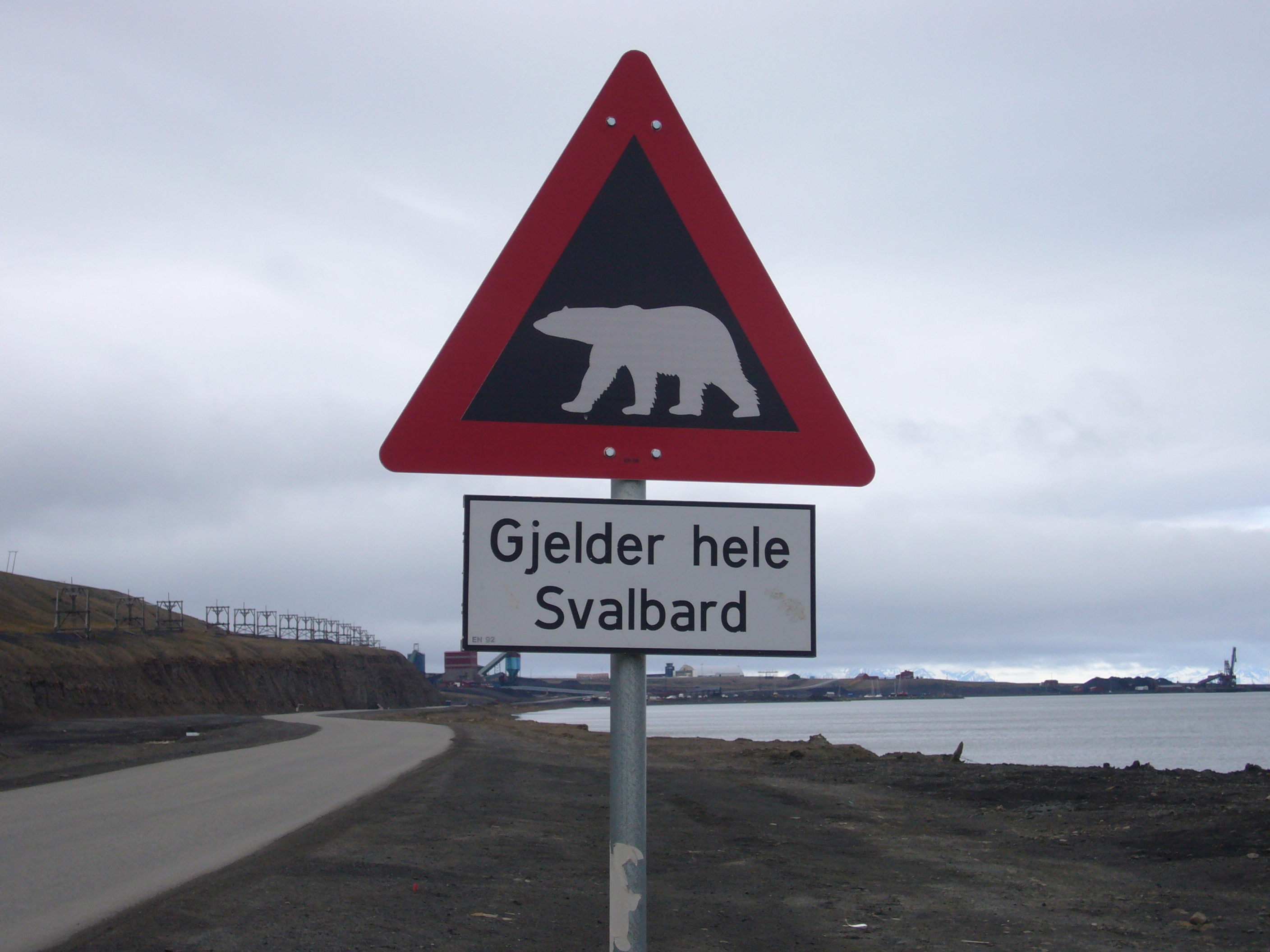
Cartello di avvertimento del pericolo di incontrare un orso polare e vi è scritto letteralmente Valido in tutte le isole Svalbard